# Jerzy Salmonowicz
Jerzy Salmonowicz (ur. 3 lipca 1925 w Wilnie, zm. 29 kwietnia 2011 w Sopocie) – doktor inżynier chemii, specjalista w zakresie chemii spożywczej, działacz NSZZ „Solidarność”, uczestnik obrad Okrągłego Stołu. Pochodził z rodziny Salmonowiczów, herbu Orla/Saszor
Ukończył studia w 1950 roku na Uniwersytecie Poznańskim, na Wydziale Rolniczo-Leśnym, uzyskując stopień magistra chemii i technologii żywności. Pracował od 1954 r. na Wydziale Chemii Politechniki Gdańskiej – początkowo jako asystent, a następnie jako adiunkt. W latach 1955–1959 był szefem kontroli jakości w Gdańskich Zakładach Środków Odżywczych, gdzie w sierpniu 1956 r. został organizatorem pierwszej na Wybrzeżu Rady Robotniczej. Obronił doktorat na Wydziale Chemii, Politechniki Gdańskiej, gdzie był pracownikiem naukowym do 1969 roku: a następnie kierownikiem pracowni chemicznej w Morskim Instytucie Rybackim w Gdyni. W czasie pracy w MIR uczestniczył w strajku solidarnościowym w sierpniu 1980, był członkiem Międzyzakładowego Komitetu Strajkowego w Gdańsku z ramienia swojego zakładu pracy, następnie był członkiem MKZ w Gdańsku, uczestniczył w rozmowach związku z komisją rządową ds. nauki oraz ds. gospodarki rybacko-wodnej. Był przewodniczącym komisji zakładowej NSZZ „Solidarność” w Morskim Instytucie Rybackim.
W latach 80. został pracownikiem naukowym Instytutu Oceanologii PAN w Sopocie. W 1989 uczestniczył w obradach Okrągłego Stołu w podzespole ds. ekologii jako ekspert strony solidarnościowej. W 1991 roku bezskutecznie kandydował do Sejmu z listy NSZZ „Solidarność” w okręgu gdańskim.
Był dwukrotnie żonaty (pierwsza żona, Irena Salmonowicz, zginęła tragicznie w 1987 roku w katastrofie lotniczej w Lesie Kabackim), miał czworo dzieci z pierwszego małżeństwa. Brat, Stanisław Salmonowicz, był profesorem historii prawa. Brat matki, Ludwik Muzyczka, był podpułkownikiem Wojska Polskiego i szefem Biur Wojskowych w Komendzie Głównej ZWZ-AK w latach 1941–1944.